# Autostrada A55
Die Autostrada A55 (italienisch für ‚Autobahn A55‘), auch Tangenziale Nord di Torino (Nordtangente von Turin) und Tangenziale Sud di Torino (Südtangente von Turin) genannt, ist die Autobahnumgehung von Turin. Sie teilt sich in verschiedene Strecken auf, die eine Gesamtlänge von 79,88 km erreichen. Sie ist kostenfrei befahrbar und soll die Innenstadt von Turin vom Verkehr entlasten.

## Tangenziale Nord
Die Tangenziale Nord  di Torino (Nordtangente von Turin) führt von Rivoli zur A5. Sie ist 23,07 km lang und sechsstreifig ausgebaut.

## Tangenziale Sud
Die Tangenziale Sud di Torino (Südtangente von Turin) ist 23,07 km lang und sechsstreifig. Sie führt von der A21 zur Tangenziale Nord und ist nicht mautpflichtig. Sie wurde gebaut, um die Innenstadt von Turin zu entlasten.

## Autobahnzubringer Falchera
Dieser Autobahnzubringer führt von Falchera zur Tangenziale Nord. Er ist vierspurig ausgebaut und mautpflichtig.

## Autobahnabzweig nach Moncalieri
Dieser Autobahnzubringer führt von Turin nach Bauducchi. Er ist sechsstreifig ausgebaut und nicht mautpflichtig.

## Städtische Durchdringungsachse corso Regina Margherita
Diese kurze Autobahnachse führt von Turin, kreuzt die Tangenziale Nord am km 8,5 und geht dabei in die Anschlussstelle Savonera über.

## Autobahnabzweig nach Pinerolo
Die A55 del Pinerolese ist ein Abzweig der A55 und führt von Turin nach Pinerolo. Sie ist 23,44 km lang, vierstreifig, mautfrei und wurde 1992 eröffnet.